# 신문수밴드
신문수밴드는 대한민국의 음악 그룹이다. 2017년 EP 《텔레비전》으로 데뷔했다.

## 방송
MBC대학가요제 (2012) - 우승(대상)
아시안탑밴드 (2020) - 한국 대표 선발전 
Top16

## 음반
- 텔레비전 (2017)
- 지금 우리가 만났기에 (2019)
- 이사 (2019)
- 거리 (2019)
- 그때 그 날들 (2020)
- 책갈피 (2020)
- 2020 불가마 떼잔치 (2021)